# Christian Wiener
Ludwig Christian Wiener (Darmstadt, 7 de dezembro de 1826 — Karlsruhe, 31 de julho de 1896) foi um matemático, físico e filósofo alemão. É reconhecido por sua explicação do movimento browniano, que o alçou com a fama de primoroso investigador experimental. Trabalhou principalmente com geometria.

## Obras
- Lehrbuch der darstellenden Geometrie, 2 Bände, Teubner, Leipzig 1884, 1887, online auf archiv.org: Band1, Band 2
- Die ersten Sätze der Erkenntniß, insbesondere das Gesetz der Ursächlichkeit und die Wirklichkeit der Außenwelt, Berlin, Lüderitz 1874
- Die Freiheit des Willens, Darmstadt, Brill 1894
- Die Grundzüge der Weltordnung, Leipzig, Winter 1863, auf google.books hier
- online auf archiv.org: Über Vielecke und Vielflache, Teubner 1864